# Air Bishkek
Авиакомпания «Эйр Бишкек» (англ. Air Bishkek, рус. Авиакомпания «Эйр Бишкек») — бывший авиаперевозчик Кыргызстана со штаб-квартирой в Бишкеке. В 2004—2006 годах компания действовала под названием «Исток Авиа», а в 2006—2011 годах — «Kyrgyz Airways».
«Air Bishkek» являлся членом Международной организации гражданской авиации (ИКАО).

## История

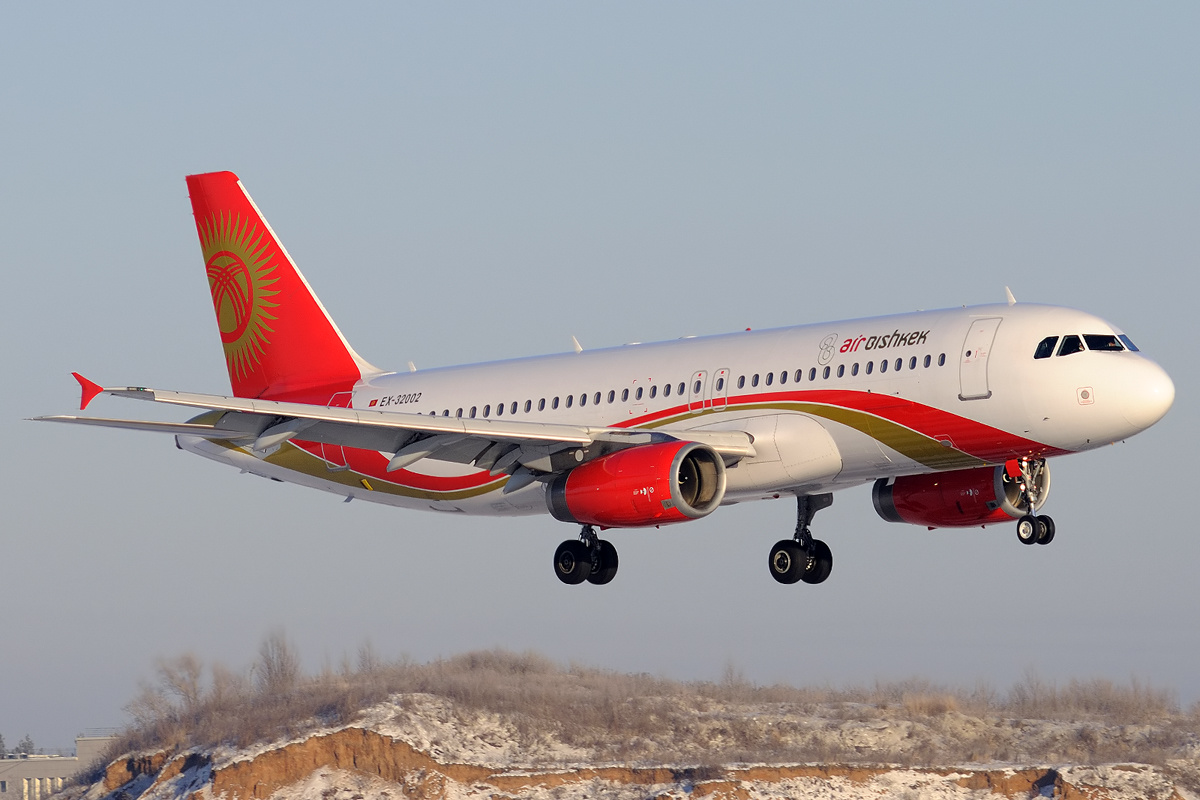
Airbus A320-200

Компания была основана в 2004 году как «Исток Авиа» (E4/EAA). В первые годы своей деятельности компания предоставляла свои самолёты в лизинг другим авиакомпаниям. В 2006 году был произведён ребрендинг, и компанию переименовали в «Kyrgyz Airways».
В июле 2007 года «Kyrgyz Airways», наряду с другими авиакомпаниями Кыргызстана, была добавлена в список авиакомпаний с запретом на полёты в страны Евросоюза и, таким образом, потеряла право выполнять собственные рейсы в города Евросоюза.
14 сентября 2009 года был открыт собственный маршрут Бишкек — Ош — Бишкек. С декабря этого же года начались первые международные рейсы по маршруту Бишкек — Москва — Бишкек. Маршрутная сеть и объемы перевозок авиакомпании постоянно росли. В 2010 году были открыты рейсы из Оша в Москву, Новосибирск, Красноярск и Иркутск. «Kyrgyz Airways» стала первой авиакомпанией в Кыргызстане, которая представила бонусную программу для часто летающих пассажиров, которая была названа «Белек Бонус», от кыргызского слова «подарок». В этом же году авиакомпания подписала соглашение о техническом обслуживании своего Boeing B737-300 с Turkish Technic.
В 2011 году авиакомпания вновь сменила своё название на Air Bishkek, поскольку в Кыргызстане существовала другая компания, с похожим названием но с написанием на кириллице — «Кыргыз Эйрвэйс».
В связи со сложившимися финансовыми трудностями в феврале 2016 года, авиакомпания полностью прекратила свою работу. Свидетельство эксплуатанта было приостановлено. Флот на время закрытия авиакомпании, состоял из одного самолёта типа A320.

## Деятельность

### Бонусная программа
У авиакомпании действовала программа «Белек Бонус», позволяющая пассажирам накапливать баллы за полеты на рейсах для последующего обмена на услуги авиакомпании.

### Бортовое издание
Издавался полноцветный журнал «Air Bishkek».

## Направления рейсов
Авиакомпания осуществляла перевозки из Бишкека и Оша в города России: Москву, Новосибирск, Красноярск, Иркутск, Санкт-Петербург, Сургут, Белгород, Екатеринбург. По другим международным направления компания выполняла рейсы в Сеул, Стамбул, Урумчи.

## Флот
В авиакомпании в разное время использовались самолёты типа Boeing 737-300 и Airbus A320-200.